# Вардигора
Вардигора (груз. ვარდიგორა) — село в Грузии, на территории Тержольского муниципалитета края (мхаре) Имеретия.

## География
Село находится в западной части Грузии, в пределах междуречья Дзусы и Буджы, на расстоянии 17 километров к северо-востоку от города Тержола, административного центра муниципалитета. Абсолютная высота — 380 метров над уровнем моря.

## Население
По результатам официальной переписи населения 2014 года, в Вардигоре проживало 416 человек (220 мужчин и 196 женщин). В национальной структуре населения грузины составляли 100 %.
| Год  | Население, человек |
| ---- | ------------------ |
| 2002 | 350                |
| 2014 | ↗ 416              |